# Ka di Hor I (JE 30948)
La statua del ka di Hor I (JE 30948) è un'antica scultura egizia in legno che rappresenta il ka di Hor I Auibra (ca. 1777 - 1775 a.C. o, per pochi mesi, nel 1760 o 1735 a.C.), un effimero faraone della XIII dinastia egizia.

## Descrizione
Secondo la religione egizia, il ka era la forza che animava la forma visibile di qualcuno (sia il corpo oppure solo una statua) che il ba aveva scelto, dandole così la vita. Questa complessa nozione non ha un equivalente nelle moderne lingue europee; la sua traduzione con i termini anima o spirito è solo parzialmente precisa.
Il reperto fu realizzato in legno originariamente dorato e il soggetto doveva essere rivestito di un gonnellino, mentre ora appare completamente nudo. Sul capo della statua, applicate alla parrucca, appaiono due braccia: riproducono precisamente il geroglifico egizio da leggere ka. Originariamente, la figura impugnava un'asta nella mano sinistra, protesa in avanti, e stringeva uno scettro nella destra, che invece è distesa lungo il corpo. Il volto è reso particolarmente espressivo dai brillanti occhi realizzati in cristallo di rocca e quarzo, intarsiarti nel legno. Poiché rappresenta il ka di Hor I e non la sua persona, la scultura non è un ritratto del faraone. Ciò è inoltre sottolineato dalla mancanza, dalla fronte, dell'ureo (immancabile nella ritrattistica reale) e dalla presenza, invece, della parrucca tripartita e della lunga barba arricciata - attributi propri di divinità e geni e chiare allusioni alla natura divina del soggetto raffigurato.

## Storia
La tomba quasi intatta di Hor I, contenente il sarcofago con la salma del sovrano, il tabernacolo ligneo e la famosa statua del suo ka, nascosti sotto una grande quantità di bastoni e vasi, fu scoperta nel 1894 da Jacques de Morgan, Georges Legrain e Gustave Jequier a Dahshur. La tomba non era altro che un pozzo ricavato presso l'angolo nord-orientale della piramide di re Amenemhat III, probabilmente progettato per un semplice cortigiano e solo in seguito adattata al meglio delle possibilità per accogliere i resti mortali e il corredo funebre di Hor I, morto forse inaspettatamente. Al momento della scoperta, la statua era ricoperta di uno strato di una pittura grigia che si disintegrò a contatto con l'aria. L'identità dell'enigmatico faraone Hor I Auibra è nota esclusivamente grazie a questa scoperta, in particolare grazie a due vasi in alabastro, all'imboccatura della cavità, recanti il suo nome.
La statua si trova al Museo egizio del Cairo, col numero d'inventario JE 30948. Scomparsa poco tempo dopo il suo arrivo nel museo, nel 1902, fu poi ritrovata in un luogo appartato del museo stesso, nascosta da un operaio che l'aveva danneggiata e temeva di essere punito.

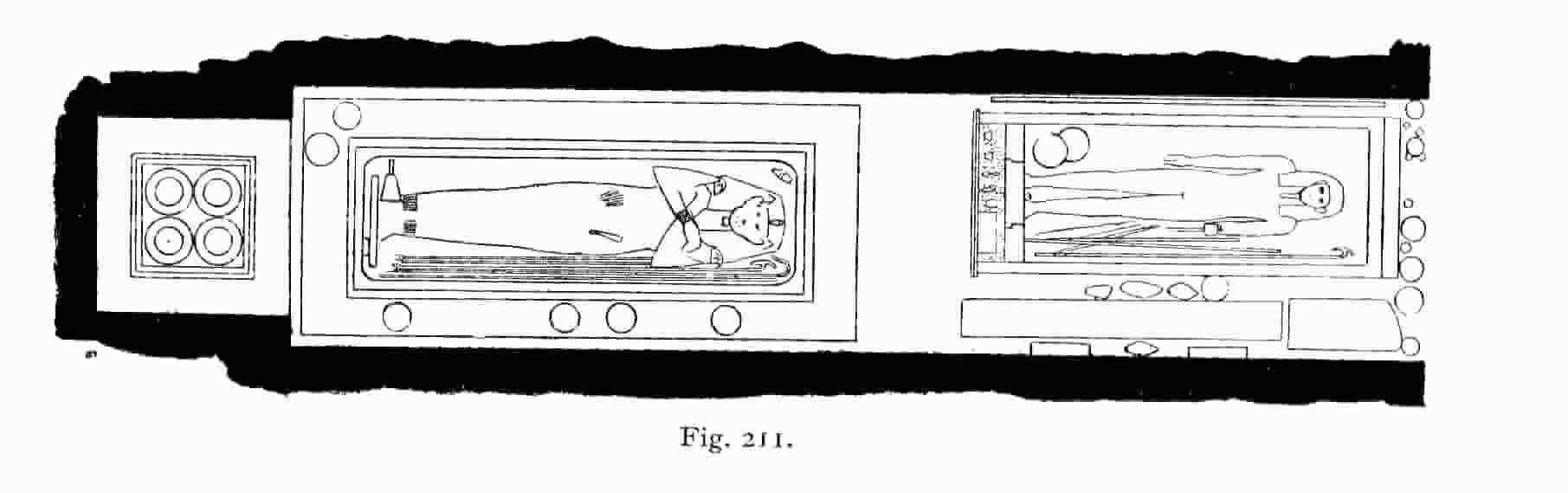
Pianta della tomba di Hor I. Da sinistra: la cassa con i vasi canopi, il sarcofago e il naos contenente la statua del ka del faraone